# Hansruedi Fuhrer
Hansruedi Fuhrer (* 24. Dezember 1937 in Bern) ist ein ehemaliger Schweizer Fussballspieler.

## Vereinskarriere
Er begann seine Karriere 1958 in seiner Heimatstadt beim BSC Young Boys, mit dem er im darauffolgenden Jahr die Schweizer Meisterschaft gewann. 1966 wechselte er zum Grasshopper Club Zürich und drei Jahre später zum FC St. Gallen. Von März bis Juli 1970 fungierte er dort nach der Entlassung von Trainer Albert Sing als Spielertrainer und beendete am Saisonende seine Karriere.

## Nationalspieler
Am 26. Mai 1965 debütierte Hansruedi Fuhrer für die Schweizer Fussballnationalmannschaft im Basler St. Jakob-Park gegen die deutsche Nationalmannschaft. Gegen denselben Gegner im selben Stadion bestritt er am 17. April 1968 auch sein letztes von 19 Länderspielen für die Eidgenossen. Bei der Fussball-Weltmeisterschaft 1966 in England stand er im Aufgebot der Schweiz. Fuhrer kam in allen Vorrundenspielen gegen Deutschland, Spanien und Argentinien zum Einsatz.

## Erfolge
- Schweizer Meister: 1960